# Лейтонстоун-хай-роуд (станція)
51°33′48″ пн. ш. 0°00′31″ сх. д. / 51.5634° пн. ш. 0.0087° сх. д.
Лейтонстоун-хай-роуд (англ. Leytonstone High Road) — станція London Overground лінії Госпел-Оук — Баркінг, розташована у районі Лейтонстоун у 3-й тарифній зоні, між станціями Лейтон-Мідланд-роуд та Вонстед-парк, за 16.0 км від Госпел-Оук. В 2019 році пасажирообіг станції — 0.837 млн осіб.
Конструкція станція: наземна відкрита з двома прямими береговими платформами. 

## Пересадки
- на автобуси London Buses маршрутів: 257, W14 та нічний маршрут N8
- на метростанцію Лейтонстоун